# Kapela Corpus Domini u Zagrebu
Kapela Corpus Domini je katolička kapela na zagrebačkoj Trešnjevci, u sklopu Doma Božje Providnosti na području Župe sv. Marka Križevčanina. Dugo je vremena bila jedina crkva u Hrvatskoj u kojoj se euharistijsko klanjanje obavlja cijelog dana, što je čini najstarijim svetištem trajnog dnevnog klanjanja Euharistiji (adoracije) u Hrvatskoj (izuzevši samostane). Podignuta je na ondašnjemu zagrebačkom predgrađu, u Mošćeničkoj ulici na Trešnjevci.
Kapelu je 20. srpnja 1941. posvetio Josip Lach, duhovnik Društva Presvetog Oltarskog Sakramenta, koje je i sagradilo kapelu. Nadbiskup Alojzije Stepinac sudjelovao je u Večernjoj poslije posvete te se po njegovoj želji u kapeli od 1942. organizira sveudiljno klanjanje. Kapela se nalazi uz samostan sestara Pohoda Marijina, koji je sagrađen 1947.

## Unutrašnjost
Unutrašnjost kapele uređena je u stilu umjetničke škole iz Beurona (Beuroner Kunstschule). Kiparica Mila Wod vodila je radove unutarnjeg uređenja kapele, te je izradila nacrte za ambone, pričesnu ogradu, medaljone svetaca i kipove Srca Isusova i Marijina.
Dana 1. listopada 1998. ispred kapele je na spomen dolaska pape Ivana Pavla II. podignut euharistijski križ. Križ je podignut i na spomen proglašenja blaženim Alojzija Stepinca. Nacrt za križ izradio je akademski kipar Vinko Fabris.
Godine 2011. obilježena je sedamdeseta obljetnica posvećenja kapele Corpus Domini. Povodom te obljetnice, na kapelu su postavljeni prozorski vitraji s likovima bl. Alojzija Stepinca, sv. Franje Asiškoga i sv. Franciske Ivane de Chantal, sv. Josipa i sv. Margarete Alacoque. Vitraji su rad akademskog slikara Branimira Dorotića.

## Prozor života
Prozor života mjesto je gdje ljudi (obično majke) mogu ostaviti bebe, obično novorođenčad, anonimno na sigurnom mjestu da ih se pronađe i da se o njima brine. Prvi takav prozor u suvremenoj Hrvatskoj otvoren je 1. veljače 2025. godine u Zagrebu, u sklopu samostana Pohoda Marijina uz kapelu Corpus Domini. Prostor je opremljen grijanim medicinskim krevetićem s kontroliranom temperaturom koji funkcionira poput inkubatora. Sustav uključuje ventilaciju i alarm koji se aktivira kada se dijete položi, obavještavajući istovremeno časne sestre i odgovorne osobe. Videonadzor je postavljen isključivo nad krevetićem, čime se osigurava potpuna anonimnost osobe koja ostavlja dijete.

## Galerija
- Ulazna vrata (iznutra).
- Ulazna vrata (izvana).
- Ulazna vrata (izvana).
- Križ u dvorištu.
- Natpis na ulazu.